# Scrancia galactopera
Scrancia galactopera är en fjärilsart som beskrevs av Sergius G. Kiriakoff 1962. Scrancia galactopera ingår i släktet Scrancia och familjen tandspinnare. Inga underarter finns listade.